# Miguel Paternain

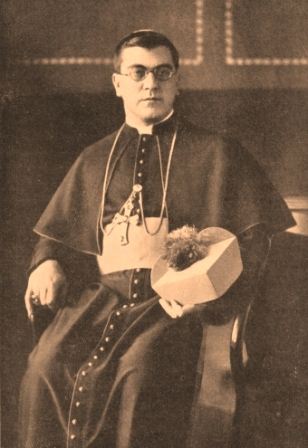
Miguel Paternain

Miguel Paternain CSsR (* 16. November 1894 in Minas, Uruguay; † 19. Oktober 1970) war Bischof von Florida.

## Leben
Miguel Paternain trat der Ordensgemeinschaft der Redemptoristen bei und legte am 1. Mai 1917 die ewige Profess ab. Er empfing am 19. Februar 1921 das Sakrament der Priesterweihe.
Am 19. April 1929 ernannte ihn Papst Pius XI. zum Bischof von Florida. Der Apostolische Nuntius in Argentinien, Erzbischof Filippo Cortesi, spendete ihm am 21. Juli desselben Jahres die Bischofsweihe; Mitkonsekratoren waren der Erzbischof von Montevideo, Juan Francisco Aragone, und der Bischof von Salto, Tomás Gregorio Camacho.
Am 27. Februar 1960 trat Miguel Paternain als Bischof von Florida zurück. Papst Johannes XXIII. ernannte ihn daraufhin zum Titularbischof von Mades. Am 21. September desselben Jahres ernannte ihn Johannes XXIII. zum Titularerzbischof von Achrida.
Miguel Paternain nahm an allen vier Sitzungsperioden des Zweiten Vatikanischen Konzils teil.